# День виборів (США)
У США День виборів — встановлена законом дата для проведення загальних виборів федеральних державних чиновників. Законодавчо визначено як «вівторок після першого понеділка листопада», тобто вівторок між 2 листопада та 8 листопада.
Для найвищих чиновників федерального рівня (Президента, Віцепрезидента та конгресменів), а також — для виборів губернаторів більшості штатів (за винятком Кентуккі, Луїзіани, Міссісіпі, Нью-Джерсі та Вірджинії) День виборів відбувається лише в парні роки. Президентські вибори проводяться кожні чотири роки, в роки, кратні чотирьом. Вибори до Палати представників США та Сенату США проводяться кожні два роки: члени Палати представників обираються на дворічний термін (у парні роки), в той час, як членів Сенату обирають на шестирічний термін, розподіляючи таким чином, що на будь-яких загальних виборах обиралась третина сенаторів. Вибори, під час яких не обирають президента, називають проміжними.
Обрані у поточному році державні чиновники зазвичай отримуються свої повноваження 1 січня наступного року, за винятком Президента і Віцепрезидента, які отримують повноваження в День інавгурації, опівдні 20 січня. Дата виборів Президента і членів Конгресу є єдиною для всіх штатів і встановлюється законодавчо, водночас у багатьох штатах дозволене і дострокове голосування.

## Історія
До 1792 року федеральний закон дозволяв штатам обирати членів Колегії виборників будь-коли протягом 34-денного періоду до першої середи грудня. Проведення виборів у листопаді було зручним, оскільки на цей момент завершувався збір урожаю, а сувора зимова погода ще не починалась. Спочатку різні штати мали різні системи відбору виборників, але поступово ці правила уніфікували.
Але після того, як з'явився телеграф (а діяльність Морзе щодо його створення фінансувалася Конгресом США), миттєво змінилась і швидкість комунікації в країні. І щоб запобігти тому, щоб інформація про підсумки голосування в одних штатах (де вибори вже відбулись) впливала на результати волевиявлення в інших, Конгрес у 1845 р., призначив єдину національну дату вибору президента, вівторок після першого понеділка листопада.

## Спроби реформ та позиція окремих штатів
Проведення виборів у вівторок — у день, коли переважна більшість виборців мають працювати, — постійно призводить до низької явки. Наприклад, на президентських виборах 2016 року не проголосували 92 мільйони людей, що мають право голосувати; на проміжних виборах 2014 року 143 мільйони громадян, що мали право голосу, — і це найнижча явка за 72 роки. Тому періодично з'являються пропозиції щодо поліпшення явки. Зокрема, оголосити День виборів федеральним святом або об'єднати його з Днем ветеранів. Серед інших пропозицій — дозволити проводити голосування протягом декількох днів та заохочувати виборців голосувати достроково чи поштою.
У 2005 році конгресмен від штату Мічиган Джон Конуерс (англ. John Conyers) запропонував законопроєкт, згідно із яким у День виборів по всій території США оголошується національне свято — День демократії, але пропозиція була відхилена.
Делавер, Гаваї, Кентуккі, Монтана, Нью-Джерсі, Нью-Йорк, Огайо, Західна Вірджинія, Іллінойс та Пуерто-Рико вже оголосили День виборів святковим. Деякі інші штати законодавчо вимагають, аби працівники цього дня могли брати вихідний або певні вільні години протягом дня без втрати зарплати. Наприклад, у Каліфорнії та Нью-Йорку працівникам, які не мають достатнього часу для голосування, дозволяється отримати дві оплачувані години на початку або в кінці зміни.
Деякі роботодавці дозволяють своїм працівникам в день виборів приходити на роботу пізніше, або закінчувати зміну швидше, щоб дати можливість дістатися до дільниць та проголосувати.

## Дострокове та поштове голосування
Більшість штатів допускають дострокове голосування. Особисте дострокове голосування дозволено особисто в 32 штатах та в окрузі Колумбія. Дострокове голосованная поштою дозволено у 27 штатах та окрузі Колумбія. При цьому виборцям дозволяється надсилати бюлетені за 4-50 днів (в залежності від штату) до Дня виборів
У Колорадо, Гаваях, Орегоні, Юті та у штаті Вашингтон за законом виборчі бюлетені автоматично надсилаються всім зареєстрованим виборцям за кілька тижнів до дня виборів, але громадяни мають також право особисто прийти на дільницю. У Каліфорнії, штаті Небраска та Північній Дакоті голосування за законом може бути проведене виключно поштою (але надсилання бюлетенів поштою не є обов'язковим), 10 штатів США дозволяють проводити поштове голосування в окремих випадках. У 29 штатах бюлетені, відправлені поштою, мають надійти на дільниці чи у центри підрахунку не пізніше ніж у переддень, або у День виборів.